# Johann Joseph Lenzlinger
Johann Joseph Lenzlinger (* 29. März 1824 in Mosnang SG; † 27. Mai 1900 in Uster ZH) war ein Schweizer Zimmermeister, Unternehmer und Gründer des Familienbetriebs Lenzlinger in Uster. Er legte den Grundstein für die Lenzlinger Söhne AG, eines der traditionsreichsten Ausbauunternehmen der Schweiz. Sein Werdegang vom Wanderhandwerker zum Unternehmer und sein unternehmerisches Gespür machten ihn zu einer markanten Figur der frühen Industrialisierung im Zürcher Oberland.

## Herkunft und frühes Leben
Johann Joseph Lenzlinger wurde 1824 als zweites von sechs Kindern des Peregrin Länzlinger (* 1782) und seiner zweiten Frau Maria Anna Hollenstein (* 1797) in Mosnang im Kanton St. Gallen geboren. Die Familie stammte aus einer angesehenen, tief im ländlichen katholischen Milieu verwurzelten Bauernlinie. Seine Vorfahren wurden regional als «Schriner’s» bezeichnet – ein Hinweis auf die seit Generationen ausgeübte Zimmerei.
Infolge begrenzter wirtschaftlicher Perspektiven im Toggenburg zog es Joseph Lenzlinger in den aufstrebenden Kanton Zürich. Er arbeitete als wandernder Zimmermann im Zürcher Oberland und liess sich um 1855 schliesslich im Weiler Rällikon (Gemeinde Egg) nieder.

## Gründung der Firma Lenzlinger
In Rällikon lernte er Margaretha Wäckerlin (1830–1917) kennen, die als Dienstmädchen und spätere Witwe des reichen Bauern Hans Jakob Zollinger (1803–1858) vier Kinder hatte. Sie heirateten am 7. Mai 1861. Im folgenden Jahr zog das Ehepaar mit den Kindern nach Uster, wo Joseph Lenzlinger eine Liegenschaft erwarb und dort ein Wohnhaus mit Werkstatt errichtete. Dieses Jahr, 1862, gilt als offizielles Gründungsjahr der Firma Lenzlinger.
Durch grossen persönlichen Einsatz, handwerkliches Geschick und die Unterstützung seiner unternehmerisch begabten Ehefrau entwickelte sich der Betrieb zügig. Margaretha übernahm früh die Buchhaltung und Korrespondenz, während Joseph die handwerkliche Leitung innehatte.

## Unternehmerischer Aufstieg
Lenzlinger nutzte die dynamische Entwicklung Usters als Industriestandort und arbeitete neben seiner Tätigkeit als Zimmermeister auch als Baumeister, Gastwirt und Liegenschaftshändler. Er verkaufte Bauland, baute kleinere Wohnhäuser und betrieb eine Weinschenke. In den 1860er und 1870er Jahren erwarb er gezielt Grundstücke entlang der heutigen Seestrasse in Niederuster.
Ein bedeutender Schritt war 1874/75 der Bau einer eigenen Dampfsägerei, was ihm erlaubte, Holzverarbeitung in grösserem Umfang und unabhängig von Zulieferern zu betreiben. Dabei nutzte er teilweise den eigenen Waldbesitz, was in der damaligen Zeit eine seltene Form vertikaler Unternehmensintegration darstellte. Der Betrieb wurde später im Fabrikverzeichnis des Kantons Zürich als «Dampfsägerei» geführt.

## Familie und Nachfolge
Joseph Lenzlinger adoptierte 1874 formell die vier Kinder seiner Frau aus erster Ehe, nachdem das Gesetz dies ab dem Alter von 50 Jahren erlaubte. Damit konnten sie gesetzliche Erben werden. Zwei der Söhne – Johann Jakob (Jacques, 1856–1945) und Johann Edwin (1858–1927) – traten in das Geschäft ein und übernahmen es 1880 für 57'700 Franken.
Seine Ehefrau Margaretha Lenzlinger-Wäckerlin war eine treibende Kraft im Hintergrund. Sie engagierte sich auch sozial, etwa als Präsidentin des Gemeinnützigen Frauenvereins Niederuster und wurde zur Mitgestalterin des Familienunternehmens.

## Tod
Joseph Lenzlinger starb am 27. Mai 1900 im Alter von 76 Jahren an einem Nierenkarzinom. Er wurde auf dem Friedhof in Uster beerdigt. Seine Frau Margaretha überlebte ihn um 17 Jahre. Das von ihm gegründete Unternehmen entwickelte sich unter seinen Söhnen und späteren Generationen weiter zur Lenzlinger Söhne AG, einem der bedeutendsten Ausbauunternehmen der Schweiz.